# آشکارساز حرارتی

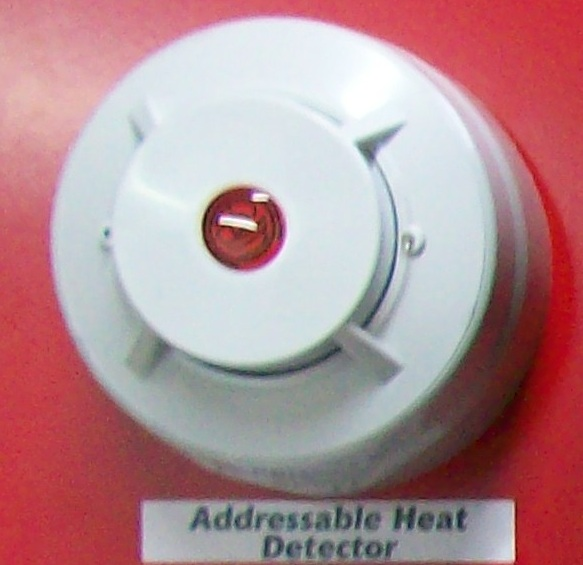
آشکارساز حرارتی

آشکارساز حرارتی (به انگلیسی: Heat detector) یکی از انواع آشکارساز آتش است. این نوع آشکارساز به افزایش دما واکنش نشان می‌دهد. آشکارسازهای حرارتی ممکن است به گذر دما از میزانی مشخص (مثلاً ۶۵ درجهٔ سانتی‌گراد) حساس باشند یا اینکه به نرخ افزایش درجهٔ حرارت واکنش نشان دهند. این آشکارسازها را به گونه‌ای تنظیم می‌کنند که در شرایط عادی، تغییر درجهٔ حرارت محیط باعث تحریکشان نشود و تنها به افزایش دمای ناشی از آتش حساس باشند.

## شرایط و محل نصب
با توجه به اینکه حرارت ناشی از آتش به بخش بالای فضای مورد حفاظت منتقل می‌شود، آشکارسازهای حرارتی را زیر سقف ساختمان‌ها نصب می‌کنند و بین آشکارساز و سقف کمینه‌ای از فاصله را در نظر می‌گیرند (۲۵ میلیمتر تا ۱۵ سانتی‌متر). هر آشکارساز حرارتی نقطه‌ای با توجه به شرایط محل نصب (باز/بسته بودن فضا و تهویه طبیعی/مکانیکی) دارای سطح پوشش معینی است و در استانداردها بیشینهٔ فاصلهٔ بین مراکزشان تعیین شده است. در این استانداردها همچنین برای فاصلهٔ بین آشکارساز تا دیوارها محدوده‌های معینی تعریف شده است. آشکارسازهای تندکار می‌توانند در سقف‌هایی با ارتفاعی بلندتر از آشکارسازهای کندکار نصب شوند.